# I Wanna Go Crazy
I Wanna Go Crazy est une chanson du disc-jockey David Guetta en featuring avec le chanteur américain Will.i.am et issue de l'album One Love. La chanson est sortie en single promotionnel le 24 août 2009.